# Pont Charles-de-Gaulle
De Pont Charles-de-Gaulle is een brug over de Seine in Parijs. Hij is 207,75 meter lang en 34,90 meter breed (met een nuttige breedte van 31,60 meter) en is genoemd naar de oud-president Charles de Gaulle. De brug verbindt het 12e arrondissement ter hoogte van de Rue Van-Gogh met het 13e arrondissement bij de Quai d'Austerlitz. Tot 2005 was dit de nieuwste brug van Parijs.
De brug bestaat uit drie stalen overspanningen van respectievelijk 68 meter, 84 meter en 55 meter. Het brugdek uit voorgespannen beton is voorzien van een stalen rand, waardoor de brug op een vliegtuigvleugel lijkt. Het geheel rust op stalen poten die in betonnen pijlers zijn gefundeerd.

## Geschiedenis
De Pont Charles-de-Gaulle dankt zijn oorsprong aan de recente ontwikkeling van het zuidoosten van Parijs, in het Quartier Bercy (Ministerie van Financiën, Palais Omnisports de Paris-Bercy) en rond de Bibliothèque nationale de France. De gemeenteraad van Parijs besloot in 1986 tot de bouw van een brug om deze wijken beter met elkaar te verbinden, de Pont d'Austerlitz te ontlasten, en een directe verbinding te vormen tussen het Gare de Lyon en het Gare d'Austerlitz. Op 26 oktober 1987 werd een prijsvraag uitgeschreven, en op 17 november 1988 werd het ontwerp van de architecten Louis Arretche en Roman Karasinki uitgekozen. Met de bouw werd in 1993 begonnen. Op 8 augustus 1996 werd de brug geopend.